# لوجلی
لوجَلی از شهرهای استان استان خراسان شمالی است. این شهر در بخش سرحد شهرستان شیروان قرار گرفته است و در سال ۱۳۸۵، تعداد ۱٫۷۸۳ نفر جمعیت داشته است.
شهر لوجلی در فاصله ۳۰ کیلومتری شمال غربی شهر شیروان و ارتفاع ۱۴۹۲ متری از سطح دریا واقع شده است بر اساس آخرین تقسیمات سیاسی این شهر در محدوده جغرافیایی بخش سرحد شهرستان شیروان قراردارد.
دسترسی به این شهر از طریق جاده آسفالته شیروان- بجنورد از طی مسافتی حدود ۵ کیلومتر و انحراف به سمت شمال پس از عبور از روستای زیارت امکان‌پذیر می‌باشد. با تغییر در تقسیمات سیاسی شهرستان شیروان در سال ۱۳۶۶ بخش سرحد شامل دو دهستان تکمران و جیرستان به مرکزیت لوجلی به بخش ارتقاء یافت.
با استقرار ادارات و سازمان‌های دولتی در لوجلی زمینه توسعه بافت کالبدی آن فراهم شد و به دنبال استقرار ادارات به خصوص بخشداری زمینه ارتقاء روستا به سطح شهر فراهم شد به طوری که در سال ۱۳۷۹ این روستا به نقطه شهری ارتقاء و شهرداری آن در بهار سال ۱۳۸۲ شروع به فعالیت نمود.
بخشهای سرحد و قوشخانه مجموعاً دارای ۷۲ سکونتگاه (روستا) با جمعیتی حدود ۲۶۰۰۰ نفر می‌باشند که با توجه به موقعیت جغرافیایی شهر لوجلی از امکانات این شهر استفاده می‌نماید.
شهر لوجلی از مناطق سردسیر استان می‌باشد که اقتصاد مردم منطقه بر پایه کشاورزی و باغداری و دامداری می‌باشد. ساکنان شهر لوجلی مسلمان و پیرو مذهب شیعه دوازده‌امامی بوده و به زبان کردی (کرمانجی) تکلم می‌کنند.
به دلیل سنخیت مسایل فرهنگی، مشکل فرهنگی خاص در شهر وجود نداشته و اغلب ساکنان آن پیوندهای خویشاوندی اعم از نسبی و سببی دارند.